# Monaster Świętych Marty i Marii w Moskwie
Monaster Świętych Marty i Marii – prawosławna wspólnota żeńska w Moskwie, zrzeszająca siostry miłosierdzia żyjące wspólnie według reguły mniszej, bez składania ślubów wieczystych, potocznie określana jako monaster.

## Historia

### Powstanie i działanie monasteru do 1917
Inicjatorką powstania monasteru była wielka księżna Elżbieta Romanowa. Po śmierci swojego męża, wielkiego księcia Sergiusza, zabitego w zamachu przez eserowca Iwana Kalajewa, Elżbieta wycofała się z życia publicznego i zaangażowała w działalność charytatywną. Ostatecznie podjęła decyzję o założeniu klasztoru, którego zakonnice miałyby łączyć respektowanie reguły zakonnej typowej dla prawosławia z pracą sióstr miłosierdzia. Środki na organizację klasztoru Elżbieta uzyskała, sprzedając majątek zgromadzony za życia przez Sergiusza. Na patronki monasteru wybrała siostry Marię i Martę z Betanii. Sama zakupiła teren w rejonie Bolszaja Ordynka, z czterema domami i sadem. W największym z budynków urządziła refektarz, kuchnię i pomieszczenia gospodarcze. W drugim znalazł się szpital, apteka i ambulatorium, cerkiew oraz pomieszczenia dla przełożonej klasztoru. Trzeci z obiektów mieścił bibliotekę, szkołę dla dziewcząt z przytułku dla sierot, jaki miały prowadzić mniszki, oraz mieszkanie spowiednika sióstr. 
Przełożoną monasteru została jego założycielka. Wspólnota kierowana przez Elżbietę znacznie różniła się od innych monasterów Rosyjskiego Kościoła Prawosławnego. Dołączające do niej kobiety nie składały ślubów czystości, ubóstwa i posłuszeństwa, nie otrzymywały imienia mniszego. Istniała możliwość opuszczenia wspólnoty lub wstąpienia do niej na ściśle określony czas. Życie w klasztorze było jednak zorganizowane według zasad obowiązujących powszechnie w monasterach rosyjskich, a instytucja podlegała Synodowi Cerkwi. Do monasteru mogły wstępować kobiety w wieku od 21 do 40 lat, przy czym dla osób młodszych niż dolna granica wieku dopuszczano przyjmowanie w charakterze „uczennic”. Starsze kobiety nie były dopuszczane do wspólnoty z powodu możliwej niezdolności do pracy w pełnym wymiarze przewidywanym przez regułę klasztoru.
Za oficjalny początek działalności monasteru przyjmuje się datę 10 lutego 1909. 9 września tego samego roku biskup Tryfon (Turkiestanow) wyświęcił pierwszą klasztorną cerkiew Świętych Marty i Marii. Główny sobór monasterski został wzniesiony w latach 1908–1911 według projektu Aleksieja Szczusiewa i wyświęcony przez metropolitę moskiewskiego Włodzimierza (Bogojawleńskiego). W momencie powstania klasztoru jego wspólnotę tworzyło sześć kobiet. W ciągu roku ich liczba wzrosła do siedemnastu. 9 kwietnia 1910 złożyły one uroczysty ślub poświęcenia się pracy sióstr miłosierdzia i życia według reguły zakonnej. Dla odróżnienia zarówno od osób świeckich, jak i innych mniszek prawosławnych członkinie wspólnoty Świętych Marty i Marii nosiły białe szaty z krzyżami. Prowadzony przy monasterze szpital, kierowany przez doktora medycyny A. Nikitina, zyskał opinię wzorcowej placówki. Z czasem mniszki otworzyły również stołówkę dla najbiedniejszych oraz przytułek dla sierot.
Po wybuchu I wojny światowej część sióstr wspólnoty udała się na front, by służyć w armii rosyjskiej jako siostry miłosierdzia. Klasztor kontynuował dotychczasową działalność także po rewolucji październikowej, mimo coraz trudniejszej sytuacji. Jego przełożona była oskarżana o szpiegostwo na rzecz Niemiec, kilkakrotnie klasztor był napadany przez zwolenników bolszewizmu, którzy zarzucali mniszkom przechowywanie w nim broni i wspieranie caratu. W kwietniu 1918 Elżbieta Fiodorowna została aresztowana; do więzienia dobrowolnie udały się razem z nią siostry Warwara Jakowlewa i Jekatierina Janyszewa. Siostry Elżbieta i Warwara zostały zamordowane w Ałapajewsku dwa miesiące później.

### Okres radziecki
Klasztor Świętych Marty i Marii działał jeszcze do 1926; istnieje wersja, według której przeciwniczką jego zamknięcia była Nadieżda Krupska. Ostatecznie zakonnice zostały zmuszone do opuszczenia monasteru i wywiezione do Azji Środkowej. Zabudowania klasztorne zaadaptowano częściowo na pracownię konserwacji ikon, częściowo na cele medyczne.

### Po 1992
Rosyjski Kościół Prawosławny odzyskał klasztor w 1992. W 2002 przebywało w nim 40 kobiet. Od 2006 siostry ponownie prowadzą działalność społeczną, są zatrudniane w szpitalach, domach starców i domach dziecka. Prowadzą również własny ośrodek medyczny, gimnazjum dla dziewcząt i dom dla osieroconych dziewcząt. W Rosji istnieje ok. 20 placówek filialnych monasteru. Kobiety przebywające we wspólnocie dzielą się na siostry-pomocnice, siostry przechodzące okres próby oraz „białe” siostry. W poczet ostatnich mogą wstąpić siostry, które pozytywnie przeszły okres próby. „Białe” siostry nie są mniszkami – żyją we wspólnocie, zachowując regułę modlitewną, czystość i ubóstwo, a także pracują w instytucjach socjalnych i dobroczynnych, jednak składają śluby tylko na okres roku, trzech lub sześciu lat (zależnie od życzenia). Po tym czasie mogą zdecydować, czy chcą przedłużyć okres służby, przejść do innego monasteru jako posłusznice lub całkowicie powrócić do życia świeckiego. Nie noszą stroju typowego dla prawosławnych mniszek, lecz szare podriasniki i białe apostolniki. 
W 2014 monaster otrzymał status stauropigii. W 2017 przebywały w nim 42 siostry, z czego sześć o statusie sióstr „białych”.